# Municipio de Union (condado de Van Buren, Arkansas)
El municipio de Union (en inglés: Union Township) es un municipio ubicado en el condado de Van Buren en el estado estadounidense de Arkansas. En el año 2010 tenía una población de 1497 habitantes y una densidad poblacional de 12,8 personas por km².

## Geografía
El municipio de Union se encuentra ubicado en las coordenadas 35°39′32″N 92°18′28″O / 35.65889, -92.30778. Según la Oficina del Censo de los Estados Unidos, el municipio tiene una superficie total de 116.95 km², de la cual 115,12 km² corresponden a tierra firme y (1,56 %) 1,83 km² es agua.

## Demografía
Según el censo de 2010, había 1497 personas residiendo en el municipio de Union. La densidad de población era de 12,8 hab./km². De los 1497 habitantes, el municipio de Union estaba compuesto por el 96,19 % blancos, el 0,07 % eran afroamericanos, el 0,53 % eran amerindios, el 0,33 % eran asiáticos, el 0,53 % eran de otras razas y el 2,34 % eran de una mezcla de razas. Del total de la población el 1,94 % eran hispanos o latinos de cualquier raza.